# القابضة للصناعات الغذائية
الشركة القابضة للصناعات الغذائية هي شركة قابضة حكومية مصرية، تمتلكها وزارة التموين والتجارة الداخلية، أنشأت بقرار رئيس مجلس الوزراء تحت اسم هيئة القطاع العام للصناعات الغذائية طبقًا لقانون رقم 97 لسنة 1983، ثم تغير اسمها إلى الشركة القابضة للصناعات الغذائية طبقًا لقانون 203 لسنة 1991، تعمل في مجال الصناعات الغذائية، ويبلغ قيمة رأس مال الشركة حوالي ستة مليارات جنيه مصري، ويتبع الشركة القابضة عدد 36 شركة وأربعة مراكز أبحاث.

## الجهات التابعة

### الشركات
يتبع الشركة القابضة للصناعات الغذائية 36 شركة هي:
| - السكر والصناعات التكاملية. - الدلتا للسكر. - الدقهلية للسكر. - الفيوم للسكر. - النوبارية صناعة وتكرير السكر. - النيل للزيوت والمنظفات. - طنطا للزيوت والصابون. - المصرية للنشا والخميرة والمنظفات. - الزيوت المستخلصة ومنتجاتها. - مصر للزيوت والصابون - مطاحن شمال القاهرة - مطاحن ومخابز جنوب القاهرة والجيزة. |  | - مطاحن مصر الوسطى. - مطاحن ومخابز الإسكندرية - العامة لمخابز القاهرة الكبرى. - مطاحن شرق الدلتا. - مطاحن مصر العليا. - مطاحن وسط وغرب الدلتا. - المتحدة للمطاحن والصناعات المكملة. - وادي الملوك للطحن. - تسويق الأرز. - مضارب الدقهلية. - مضارب الغربية - مضارب دمياط وبلقاس. - مضارب كفر الشيخ. |  | - مضارب البحيرة - مضارب الشرقية - مضارب رشيد. - قها للأغذية المحفوظة - المتحدة لإنتاج العبوات. - مصر ادفو للب وورق الكتابة والطباعة. - نجع حمادي للفيبر بورد. - قنا لصناعة الورق. - العامة لتجارة الجملة. - الإسكندرية للمجمعات الاستهلاكية - الأهرام للمجمعات الاستهلاكية. - المصرية للحوم والدواجن والأسماك. |

### مراكز الأبحاث
بالإضافة إلى أربعة مراكز للأبحاث والتدريب وهي:
- مركز تطوير وسلامة الغذاء.
- المركز المصري لتكنولوجيا الطحن.
- المركز المصري لتكنولوجيا المخابز.
- محطة استقبال الزيوت.

## وصلات خارجية
- الموقع الرسمي للشركة.
- الصفحة الرسمية للشركة على موقع فيس بوك.